# Lisa Kelly
Lisa Ann Kelly eller Lisa Olivia Mary Sinead Kelly (irländska: Laoise Ní Cheallaigh), född 7 maj år 1977 i Dublin, Leinster, Irland, en sångerska av både klassisk och keltisk musik. Hon har deltagit i flera musikalproduktioner och konserter, och är känd som medlem i musikgruppen Celtic Woman.
Lisa Kelly föddes i en musikalisk familj, och båda hennes föräldrar och syskon är sångare. Hon själv har sjungit sedan sju års ålder, då hon spelade i musikalversionen av Bugsy Malone. Hennes föräldrar är båda starkt engagerade i amatörteater, vilket har inspirerat Kelly att studera drama, samtidigt är hon klassiskt utbildad i både piano och sång. Under sin karriär har hon spelat flera huvudroller, såsom "Velma Kelly" i Chicago, "Florence" i Chess, "Laurey" i Oklahoma, "Maria" i West Side Story och "Sandy" i Grease. Dessutom har hon utfört i ett antal konserter i Dublins National Concert Hall, bland annat The Magic of Gershwin, The Music of Cole Porter och From Romberg to Rodgers, och har vunnit flera nationella priser för sång och drama.
Efter beslutet att ta en paus från sitt vanliga jobb, återvände hon till teatern och spelade huvudrollen i en juluppsättning av Jack och bönstjälken på en teater i Dublin. Detta ledde till att hon fick en roll i den amerikanska produktionen av Riverdance - The Show som kvinnlig ledsångere 2000, Kelly blev kvar där i fem år.
År 2002 ombads Lisa Kelly att spela in ett soloalbum med regissören David Downes. Albumet, som blev hennes debutalbum, Lisa, släpptes 2003. Hon arbetade sedan med ett andra album. Kelly blev kontaktad av Downes igen 2004 som bad att hon skulle vara en del av Celtic Woman, som ursprungligen planerades som en engångsshow i Dublins Helix Theatre. Gruppen har sedan dess släppt tre album och påbörjat flera världsturnéer.
Lisa Kelly har tre barn, Cian, Jack och Ellie som följer med på turnéerna när de inte går i skolan.

### Fotnoter
1. ↑  Discogs, Discogs artist-ID: 575689, läst: 9 oktober 2017.[källa från Wikidata]